# Angel breath
《angel breath》是2006年2月24日由戏画發售的戀愛冒險類型的成人遊戲。

## 概要
游戏的形式为冒险游戏，并与《DUEL SAVIOR》中的故事相关联，游戏的一个特点就是大量引用了《DUEL SAVIOR》中的设定。同时游戏也是《DUEL SAVIOR》的外传作品。
含有本篇特典《angel savior》，和通过DUEL SAVIOR的对战系统进行的以本篇角色柯莉米亚为主体，并与其他女主角战斗的迷你游戏。预约特典｢angel savior+｣中的战斗角色，可以从柯莉米亚和DUEL SAVIOR的主人公当间大河中选择一个，与被选择的救世主候补进行战斗。

## 故事
主人公七代祟魔法成绩很差，为了暑假补习而来到了学校。可是就在补习的第一天便出事了。崇正在上学的路上，突然面前出现了魔法阵，里面是一个受伤了的少女。帮忙抢救之后，又在第2公寓的地下室内发现了同样伤势的女孩子，而且同样是从魔法阵中出来的。因为这件事，第2公寓被损坏而被迫停用。
较之两少女的出现以及第二公寓的损坏，更让人头痛的事情是学校教师笠原聪一郎制作出来的人工生命体——大天使｡大天使听从聪一郎的指示，与两少女一起住进弗罗伦斯护士学院的第三公寓。
一连串事件表明两位少女很有可能是异世界的住民，但随后两人就失去了记忆。为了治疗和研究这两个人，她们被安排与这些事情相关的人一同居住。七代崇在为与以前不同的生活感到迷惑的同时，也开始了精彩的每一天……

## 出场人物

### 主要角色
七代崇
声:无
主人公。弗罗伦斯护士学院魔法护理专业学生。绰号“塔塔路”。暑假补习第一天就照顾受伤的柯莉米亚和宁宁子，又因此和她们一起在弗罗伦斯护士学院的第三公寓共同生活。
直性子。有时也会装傻逃避事情。即使有比较麻烦的人，虽然会怨这怨那，却会温柔地给予帮助。尽管自己并没有意识到，但众人能经常看到生活在第三公寓的他时长露出笑脸。令人意外地遵守约定。
在这个世界是无法使用魔法的Needless，进入这个学院也是沾了聪一郎的光。懂得许多医疗相关的知识，却因为觉得理亏，以自己无法使用魔法为理由而不认真学习，结果导致魔法科目补习。意外地坚持努力。
小时候因为事故双亲和妹妹去世，自己也受重伤，所幸被聪一郎所救。自此形成了遇事舍己为人的性格。
壹岐翼
声:さくら
崇的青梅竹馬。
柯莉米亚
声:柴田蕗
白井宁宁子
声:かわしまりの
森里知香
声:和葉
大天使
声:みる

### 其他角色
菅桥光惠
声:杉原茉莉
笠原聪一郎
声:三原椎名
拉拉米纳
声:越智悠
露比纳斯
声:紫苑みやび
穆里艾尔
阿修卡扎尔
把拉拉米纳传送进这边世界的破灭召唤士。是超过200岁的人物。

## 设定
魔法
人类生来就有的兴奋与治愈的力量。纪元1年、西历元年，从异世界阿瓦达尔那边探寻而来的“那边的人”所传授的技能，在那时候就有了治疗魔法。世界上许多人受到祝福，随后即获得了治愈之力｡会使用魔法的人类分为三种。
丙种魔法士
以精神力作为魔法源的魔法士。是数量最多的基本魔法士。
乙种魔法士
以体力作为魔法源泉。使用魔法时仅仅是消耗体力产生饥饿感。数量少于丙种魔法士。
甲种魔法士
使用与上述记载不同物作为源泉的魔法士。吸收被称作“气”、“生命之气”、“灵气”等充满世界的物质来使用魔法。数目最少，不足全体魔法士的十分之二。翼属于这方面的魔法士，消耗的是生命力。
Needless
不会使用魔法的人类。也被称作enfant terrible和｡崇和聪一郎就是这样的人。因为没有魔法的力量而始终受到迫害，还被禁止学习魔法。因此，他们为了自身的生存而努力发展不需依赖魔法的医疗技术，从而谁都能发挥出相当于魔法的效果。
柯莉米亚的天使
卫生护理的创始人，世界初的魔法护士，也被称作｡并没有依靠继承自身为Needless的双亲的魔法能力，而是利用医疗技术和自己所拥有的魔法才能，把被称为近代医学基础的卫生治疗和治愈系魔法融合起来，促进了魔法护理学的发展。
弗罗伦斯护士学院
柯莉米亚的天使建立的魔法护理学院。专门培养国家级医生。99.9%的学生都拥有让治疗对象提高生命力、激活细胞的魔力。受到国家认定后就会成为正式的国家级医生。是本作的舞台。
生体魔法学研究所
人工生命体
“那边的人”
异世界阿瓦达尔的使者。神名失传。持有包含大地母神之秘密的手杖。
→
直到现在都没有人能够解读的，由“那边的人”放出的魔法阵。与把柯莉米亚送过来的魔法阵相似。
Angel breath
内容中明确说明了“那边的人”之存在的传说中的魔法。聪一郎的研究内容。根据柯莉米亚所说，这是非被选中的人不可使用的禁咒等级魔法。能治愈所有人，却并不属于治愈系魔法。此魔法的应用效果无人得知。
根世界阿凡达
多次元世界的中心，柯莉米亚等人战斗的世界｡“那边的人”所来自的异世界阿瓦达尔中也有。
破灭
无形的“毁灭世界”的概念。种族神秘解体。多数都是自我进行的，但也有与宁宁子这样的人签订契约的种族。拥有接受轻生统治的这种坚强的意志力。
召唤器使
以前救世主候补名称｡为抵抗破灭，调遣从各个世界募集起来的资格者｡使用能对抗破灭的唯一武器召唤器。
召唤术
操控时空，打开异世界之门的魔法｡目前限制使用特定物品，可用之物已被用尽。
Sacrifice
柯莉米亚时代的破灭之将领推入异世界的破灭召唤器｡形似光之王冠，拥有意识。有通过人类精神与梦境操控一切生命体变为破灭之种的能力｡

## 工作人员
- 剧本:鸣雪梓待 with 企画屋
- 原画:七海绫音､高苗京铃､カントク

## 主題曲
片頭曲『Just BE With You』
作詞/作曲/編曲：a.k.a.dRESS　歌：佐倉紗織